# Chatham Island, Western Australia

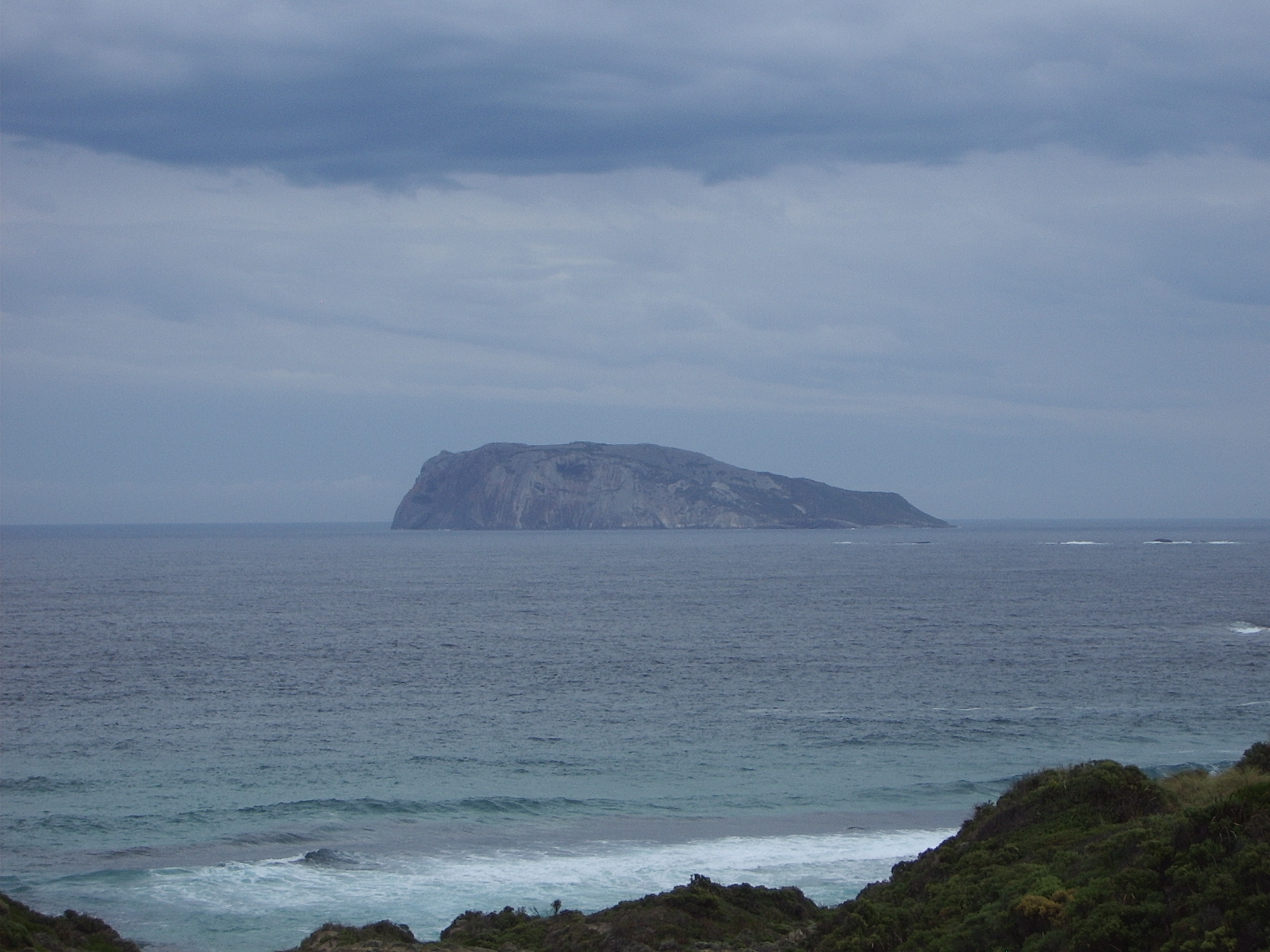

Chatham Island är en ö i Australien. Den ligger i delstaten Western Australia, omkring 350 kilometer söder om delstatshuvudstaden Perth. Arean är 0,99 kvadratkilometer. Den sträcker sig 1,2 kilometer i nord-sydlig riktning, och 1,4 kilometer i öst-västlig riktning.
Genomsnittlig årsnederbörd är 1 381 millimeter. Den regnigaste månaden är september, med i genomsnitt 215 mm nederbörd, och den torraste är januari, med 18 mm nederbörd.